# Filmliste des Vatikans
Die Filmliste des Vatikans behandelt insgesamt 45 Filme, die aus Sicht des Heiligen Stuhls besonders empfehlenswert sind. Die Liste wurde am 17. März 1995 aus Anlass des 100. Geburtstages des Filmes vom Päpstlichen Rat für die sozialen Kommunikationsmittel veröffentlicht. Eine von Kurienkardinal John Patrick Foley eingesetzte Kommission aus 15 internationalen Filmwissenschaftlern suchte die Filme aus, welche in die Kategorien „Glauben“, „Werte“ und „Kunst“ unterteilt wurden. Kardinal Foley betonte, dass die Liste nicht als Kanon betrachtet werden solle, da es auch andere vielleicht ebenso sehenswerte Filme gebe, die nicht in der Liste vertreten seien.

## Kategorie: Religion
- 1905: La vie et la passion de Jésus Christ, Frankreich, von Ferdinand Zecca und Lucien Nonguet
- 1928: Die Passion der Jungfrau von Orléans (La Passion de Jeanne d’Arc), Frankreich, von Carl Theodor Dreyer
- 1947: Monsieur Vincent, Frankreich, von Maurice Cloche
- 1950: Franziskus, der Gaukler Gottes (Francesco, giullare di Dio), Italien, von Roberto Rossellini
- 1955: Das Wort (Ordet), Dänemark, von Carl Theodor Dreyer
- 1959: Nazarin (Nazarín), Mexiko, von Luis Buñuel
- 1959: Ben Hur (Ben-Hur), Vereinigte Staaten, von William Wyler
- 1964: Das 1. Evangelium – Matthäus (Il Vangelo secondo Matteo), Italien, von Pier Paolo Pasolini
- 1966: Ein Mann zu jeder Jahreszeit (A Man for All Seasons), Großbritannien, von Fred Zinnemann
- 1969: Andrej Rubljow (Андрей Рублёв), Sowjetunion, von Andrei Tarkowski
- 1986: Mission (The Mission), Großbritannien, von Roland Joffé
- 1986: Opfer (Offret), Schweden, von Andrei Tarkowski
- 1986: Thérèse, Frankreich, von Alain Cavalier
- 1987: Babettes Fest (Babettes gæstebud), Dänemark, von Gabriel Axel
- 1988: Franziskus (Francesco), Italien, von Liliana Cavani

## Kategorie: Werte
- 1916: Intoleranz (Intolerance), Vereinigte Staaten, von D. W. Griffith
- 1945: Rom, offene Stadt (Roma, città aperta), Italien, von Roberto Rossellini
- 1946: Ist das Leben nicht schön? (It’s a Wonderful Life), Vereinigte Staaten, von Frank Capra
- 1948: Fahrraddiebe (Ladri di biciclette), Italien, von Vittorio De Sica
- 1954: Die Faust im Nacken (On the Waterfront), Vereinigte Staaten, von Elia Kazan
- 1956: Freunde bis zum letzten (Biruma no Tategoto), Japan, von Kon Ichikawa
- 1957: Das siebente Siegel (Det sjunde inseglet), Schweden, von Ingmar Bergman
- 1957: Wilde Erdbeeren (Smultronstället), Schweden, von Ingmar Bergman
- 1975: Uzala der Kirgise (Dersu Usala), Japan/Sowjetunion, von Akira Kurosawa
- 1978: Der Holzschuhbaum (L’albero degli zoccoli), Italien, von Ermanno Olmi
- 1981: Die Stunde des Siegers (Chariots of Fire), Großbritannien, von Hugh Hudson
- 1982: Gandhi, Großbritannien/Indien, von Richard Attenborough
- 1987: Auf Wiedersehen, Kinder (Au revoir, les enfants), Frankreich, von Louis Malle
- 1988–1989: Dekalog (Filmreihe), Polen, von Krzysztof Kieślowski
- 1993: Schindlers Liste (Schindler’s List), Vereinigte Staaten, von Steven Spielberg

## Kategorie: Kunst
- 1922: Nosferatu – Eine Symphonie des Grauens, Deutschland, von Friedrich Wilhelm Murnau
- 1927: Metropolis, Deutschland, von Fritz Lang
- 1927: Napoleon, Frankreich, von Abel Gance
- 1933: Vier Schwestern (Little Women), Vereinigte Staaten, von George Cukor
- 1936: Moderne Zeiten (Modern Times), Vereinigte Staaten, von Charlie Chaplin
- 1937: Die große Illusion (La grande illusion), Frankreich, von Jean Renoir
- 1939: Der Zauberer von Oz (The Wizard of Oz), Vereinigte Staaten, von Victor Fleming
- 1939: Ringo (Stagecoach), Vereinigte Staaten, von John Ford
- 1940: Fantasia, Vereinigte Staaten, von Walt Disney
- 1941: Citizen Kane, Vereinigte Staaten, von Orson Welles
- 1951: Das Glück kam über Nacht (The Lavender Hill Mob), Großbritannien, von Charles Crichton
- 1954: La Strada – Das Lied der Straße (La Strada), Italien, von Federico Fellini
- 1963: Achteinhalb (8½), Italien, von Federico Fellini
- 1963: Der Leopard (Il Gattopardo), Italien, von Luchino Visconti
- 1968: 2001: Odyssee im Weltraum (2001: A Space Odyssey), Großbritannien/Vereinigte Staaten, von Stanley Kubrick